# Hisukattus simplex
Hisukattus simplex is een spinnensoort in de taxonomische indeling van de springspinnen (Salticidae).
Het dier behoort tot het geslacht Hisukattus. De wetenschappelijke naam van de soort werd voor het eerst geldig gepubliceerd in 1944 door Cândido Firmino de Mello-Leitão.